# Francesco Conti
Para el prelado del mismo nombre, véase Francesco Conti (1470-1521).

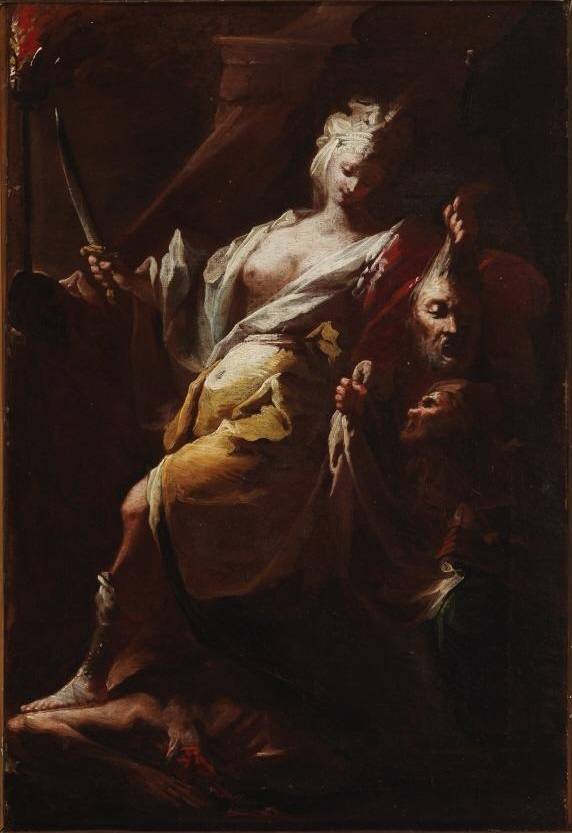
Judith y Holofernes, óleo sobre lienzo, 42 x 28 cm, Madrid, Museo Cerralbo.

Francesco Conti (Florencia, 1681-1760) fue un pintor tardobarroco italiano.

## Biografía y obra
Formado inicialmente en Florencia en el círculo de Simone Pignoni, en 1699 se trasladó a Roma para proseguir sus estudios con Giovanni Maria Morandi y Carlo Maratta subvencionado por el marqués de Riccardi, a cuya familia se ligará a partir de entonces la vida artística de Conti. En 1706 retornó a Florencia donde influenciado por Sebastiano Ricci abandonó el clasicismo romano para ganar en color y profundizar en los efectos de claroscuro. De 1709 es una de sus primeras obras conocidas: la pintura de las alegorías de la Fe, la Paz y la Fama, telas pintadas al óleo para el techo del casino de los Riccardi en el palacio de Valfonda en Florencia.  Dedicó los últimos años de su vida a la docencia en la Pubblica Scuola del Disegno establecida en el palacio de los Uffizi.
A excepción de algunos retratos, su pintura se dedicó casi exclusivamente a los asuntos religiosos, entre los que cabe recordar la temprana y sombría Crucifixión de la iglesia de San Lorenzo de Florencia (1709),  la Virgen en gloria con san Juan Bautista y el papa Alejandro para la parroquial de San Alejandro en Giogoli (1715), el Lavatorio de los pies para Villa la Quiete, próxima a Florencia (1729) o el Retorno de Egipto a Nazaret, encargo de Gabriello Riccardi (1735, Cleveland, Museum of Art). Proporcionó con frecuencia retablos para las iglesias de Florencia y sus alrededores, entre los que cabe destacar el del Tránsito de san José en San Martino à Gangalandi (1733-1734) o el de San Roque en gloria en Santa Maria alla Lastra, o la que se considera obra maestra de su madurez artística: La Virgen con el Niño, san Silvestre papa, Pablo y Catalina de Alejandría (hacia 1738), un encargo de los Rucellai para la iglesia de San Andrés en Montecarlo de Lucca, caracterizada por la sabia modulación de la luz y su sentido de la composición.